# Улица Сеченова (Ялта)
Улица Сеченова — улица в Ялте. Проходит параллельно улице Коммунаров, начинаясь, как ответвление от неё за улицей Володарского, и сливаясь с ней у выхода к Севастопольскому шоссе. Длина улицы около 1,5 км.

## История
Историческое название — Чайная. Прошла в историческом районе «Чайная горка», получившей свое название после того как на ней в 1864 году архитектором Монигетти была построена деревянная чайная беседка для императрицы.
Современное название в честь выдающегося русского врача и общественного деятеля Ивана Михайловича Сеченова (1829—1905).

## Достопримечательности
д. 7 — дом П. К. Теребенева (в советское время — Санаторий ЦК Связи
Дача Духновского

## Известные жители
С 1880-х годов на Чайной улице имела свой домик вдова великого русского писателя Фёдора Михайловича Достоевского (1821—1881) Анна Сниткина, сам писатель никогда в Крыму не был. В голодном военном 1918 году Анна Григорьевна умерла в Ялте, в гостинице «Франция» (находилась на набережной, здание не сохранилось) от малярии.